# Saint-Just-sur-Dive
Pour les articles homonymes, voir Saint-Just.
Saint-Just-sur-Dive est une commune française située dans le département de Maine-et-Loire, en région Pays de la Loire.

## Géographie

### Localisation
Commune angevine du Saumurois, Saint-Just-sur-Dive se situe au sud-est de Coudray-Macouard, sur les routes D 360 Montreuil-Bellay, D 178 Antoigné, et D 162 Le Coudray-Macouard - Fontevraud-l'Abbaye.

### Climat
Pour des articles plus généraux, voir Climat des Pays de la Loire et Climat de Maine-et-Loire.
En 2010, le climat de la commune est de type climat du Bassin du Sud-Ouest, selon une étude du CNRS s'appuyant sur une série de données couvrant la période 1971-2000. En 2020, Météo-France publie une typologie des climats de la France métropolitaine dans laquelle la commune est dans une zone de transition entre le climat océanique et le climat océanique altéré et est dans la région climatique Moyenne vallée de la Loire, caractérisée par une bonne insolation (1 850 h/an) et un été peu pluvieux.
Pour la période 1971-2000, la température annuelle moyenne est de 11,6 °C, avec une amplitude thermique annuelle de 14,3 °C. Le cumul annuel moyen de précipitations est de 601 mm, avec 10,8 jours de précipitations en janvier et 5,8 jours en juillet. Pour la période 1991-2020, la température moyenne annuelle observée sur la station météorologique de Météo-France la plus proche, « Mont-Bellay-Inra », sur la commune de Montreuil-Bellay à 6 km à vol d'oiseau, est de 12,8 °C et le cumul annuel moyen de précipitations est de 616,3 mm,. Pour l'avenir, les paramètres climatiques de la commune estimés pour 2050 selon différents scénarios d'émission de gaz à effet de serre sont consultables sur un site dédié publié par Météo-France en novembre 2022.

## Urbanisme

### Typologie
Au 1er janvier 2024, Saint-Just-sur-Dive est catégorisée commune rurale à habitat dispersé, selon la nouvelle grille communale de densité à sept niveaux définie par l'Insee en 2022.
Elle est située hors unité urbaine. Par ailleurs la commune fait partie de l'aire d'attraction de Saumur, dont elle est une commune de la couronne,. Cette aire, qui regroupe 31 communes, est catégorisée dans les aires de 50 000 à moins de 200 000 habitants,.

### Occupation des sols
L'occupation des sols de la commune, telle qu'elle ressort de la base de données européenne d’occupation biophysique des sols Corine Land Cover (CLC), est marquée par l'importance des territoires agricoles (87,2 % en 2018), une proportion sensiblement équivalente à celle de 1990 (87,8 %). La répartition détaillée en 2018 est la suivante : 
terres arables (36,8 %), prairies (23,4 %), cultures permanentes (14,9 %), zones agricoles hétérogènes (12,2 %), forêts (8,8 %), zones urbanisées (4 %). L'évolution de l’occupation des sols de la commune et de ses infrastructures peut être observée sur les différentes représentations cartographiques du territoire : la carte de Cassini (XVIIIe siècle), la carte d'état-major (1820-1866) et les cartes ou photos aériennes de l'IGN pour la période actuelle (1950 à aujourd'hui).

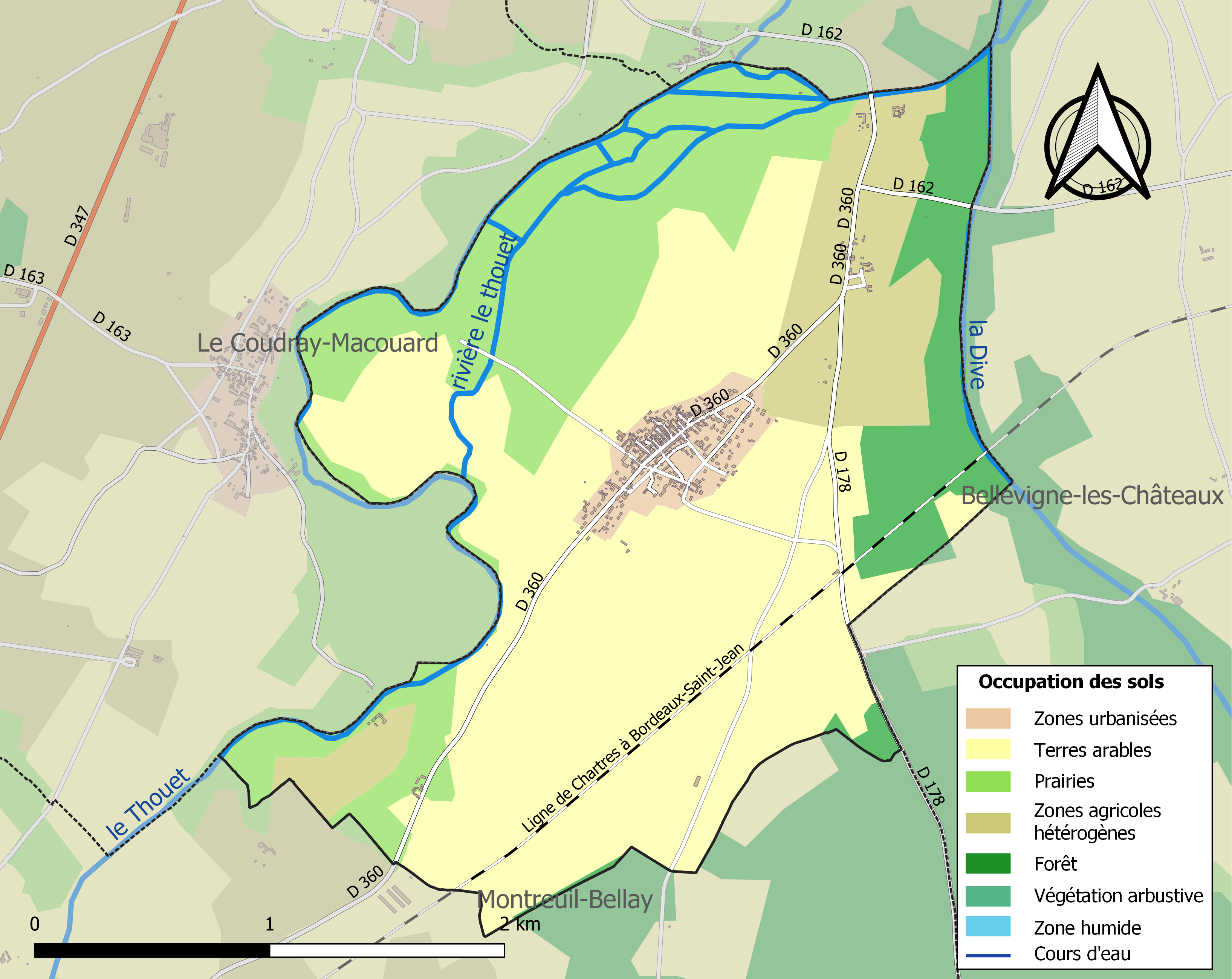
Carte des infrastructures et de l'occupation des sols de la commune en 2018 (CLC).

## Politique et administration

### Administration municipale
| Période                                  | Période                   | Identité                 | Étiquette | Qualité                      |
| ---------------------------------------- | ------------------------- | ------------------------ | --------- | ---------------------------- |
| 1792                                     |                           | Pierre Deruet            |           | cultivateur, agent municipal |
| an VIII                                  |                           | Charles Pichault         |           | agent municipal              |
| an VIII                                  |                           | François Juteau          |           | curé, officier public        |
| 21 novembre 1808                         |                           | François Duvau           |           |                              |
| 23 janvier 1816                          |                           | Jean-Charles de Crozé    |           |                              |
| 27 août 1830                             |                           | François Duvau           |           |                              |
| 21 août 1848                             |                           | Napoléon-François Deruet |           |                              |
| 3 octobre 1852                           |                           | Jean-Charles de Crozé    |           |                              |
| 1862                                     |                           | Jacques Maslard          |           |                              |
| 1871                                     |                           | Louis Dubois             |           |                              |
| 1892                                     |                           | Joseph Hardouin          |           |                              |
| 1896                                     |                           | François Ballu           |           |                              |
| 1919                                     |                           | François Guillot         |           |                              |
| 1921                                     |                           | Clément Mainquin         |           |                              |
| 1935                                     |                           | Louis Tremblay           |           |                              |
| 1942                                     |                           | Eugène Lambert           |           |                              |
| mai 1953                                 |                           | Robert Guiberteau        |           |                              |
| mars 1983                                |                           | Daniel Roux              |           |                              |
| mars 2001                                | mai 2020                  | Lydia L'Herroux-Audouys, | SE        | comptable                    |
| mai 2020                                 | En cours (au 28 mai 2020) | Benoît Ledoux            | SE        | entrepreneur                 |
| Les données manquantes sont à compléter. |                           |                          |           |                              |

### Intercommunalité
La commune est membre de la communauté d'agglomération Saumur Val de Loire après disparition de la communauté d'agglomération de Saumur Loire Développement, elle-même membre du syndicat mixte Pays Saumurois.

## Population et société

### Démographie

#### Évolution démographique
L'évolution du nombre d'habitants est connue à travers les recensements de la population effectués dans la commune depuis 1793. Pour les communes de moins de 10 000 habitants, une enquête de recensement portant sur toute la population est réalisée tous les cinq ans, les populations de référence des années intermédiaires étant quant à elles estimées par interpolation ou extrapolation. Pour la commune, le premier recensement exhaustif entrant dans le cadre du nouveau dispositif a été réalisé en 2004.

En 2022, la commune comptait 386 habitants, en évolution de −2,53 % par rapport à 2016 (Maine-et-Loire : +2,12 %, France hors Mayotte : +2,11 %).
| 1793 | 1800 | 1806 | 1821 | 1831 | 1836 | 1841 | 1846 | 1851 |
| ---- | ---- | ---- | ---- | ---- | ---- | ---- | ---- | ---- |
| 377  | 309  | 322  | 322  | 368  | 386  | 392  | 395  | 393  |

| 1856 | 1861 | 1866 | 1872 | 1876 | 1881 | 1886 | 1891 | 1896 |
| ---- | ---- | ---- | ---- | ---- | ---- | ---- | ---- | ---- |
| 376  | 366  | 370  | 359  | 350  | 331  | 334  | 356  | 360  |

| 1901 | 1906 | 1911 | 1921 | 1926 | 1931 | 1936 | 1946 | 1954 |
| ---- | ---- | ---- | ---- | ---- | ---- | ---- | ---- | ---- |
| 356  | 354  | 354  | 304  | 307  | 305  | 295  | 326  | 316  |

| 1962 | 1968 | 1975 | 1982 | 1990 | 1999 | 2004 | 2006 | 2009 |
| ---- | ---- | ---- | ---- | ---- | ---- | ---- | ---- | ---- |
| 317  | 298  | 326  | 336  | 361  | 347  | 355  | 348  | 400  |

| 2014 | 2019 | 2022 | - | - | - | - | - | - |
| ---- | ---- | ---- | - | - | - | - | - | - |
| 392  | 376  | 386  | - | - | - | - | - | - |

#### Pyramide des âges
La population de la commune est relativement jeune.
En 2018, le taux de personnes d'un âge inférieur à 30 ans s'élève à 36,2 %, soit en dessous de la moyenne départementale (37,2 %). À l'inverse, le taux de personnes d'âge supérieur à 60 ans est de 25,0 % la même année, alors qu'il est de 25,6 % au niveau départemental.
En 2018, la commune compte 200 hommes pour 183 femmes, soit un taux de 52,22 % d'hommes, largement supérieur au taux départemental (48,63 %).
Les pyramides des âges de la commune et du département s'établissent comme suit.
| Hommes | Classe d’âge | Femmes |
| ------ | ------------ | ------ |
| 2,0    | 90 ou +      | 1,1    |
| 4,6    | 75-89 ans    | 6,1    |
| 17,9   | 60-74 ans    | 18,3   |
| 17,3   | 45-59 ans    | 18,3   |
| 19,9   | 30-44 ans    | 22,2   |
| 17,3   | 15-29 ans    | 14,4   |
| 20,9   | 0-14 ans     | 19,4   |

| Hommes | Classe d’âge | Femmes |
| ------ | ------------ | ------ |
| 0,9    | 90 ou +      | 2,1    |
| 7      | 75-89 ans    | 9,5    |
| 16,2   | 60-74 ans    | 16,9   |
| 19,4   | 45-59 ans    | 18,7   |
| 18,2   | 30-44 ans    | 17,5   |
| 18,8   | 15-29 ans    | 17,6   |
| 19,5   | 0-14 ans     | 17,6   |

## Économie
Sur 21 établissements présents dans la commune à fin 2010, 62 % relèvent du secteur de l'agriculture (pour une moyenne de 17 % sur le département), aucun du secteur de l'industrie, 10 % du secteur de la construction, 19 % de celui du commerce et des services et 10 % du secteur de l'administration et de la santé. Cinq ans plus tard, en 2015, sur les 23 établissements présents, 35 % relèvent du secteur de l'agriculture (pour une moyenne de 11 % sur le département), 0 % du secteur de l'industrie, 13 % de celui de la construction, 43 % du secteur du commerce et des services et 9 % de celui de l'administration et de la santé.

## Culture locale et patrimoine

### Lieux et monuments
- Église Saint-Just.